# Regina Kapeller-Adler
Regina Kapeller-Adler (Stanislau, 28 de junio de 1900-Edimburgo, 31 de julio de 1991) fue una bioquímica austríaca que, en 1934, diseñó una prueba de embarazo basada en la detección de histidina en la orina. Al ser judía, se vio obligada a huir de Austria tras su anexión a la Alemania nazi como parte del Anschluss y marchó a Escocia, donde trabajó con el genetista Francis Crew en la Universidad de Edimburgo.
Trabajó en el Hospital Real de Edimburgo durante la Segunda Guerra Mundial y se unió al Departamento de Farmacología, donde trabajó como profesora de Química. Hacia el final de su carrera, se sumergió también en la obstetricia y la ginecología. Recibió el Golden Honorary Diploma de la Universidad de Viena en 1983.
Falleció en Edimburgo el 31 de julio de 1991, a los 91 años de edad.

## Lectura adicional
- "From personae non gratae in Vienna 1938 to respected citizens of Edinburgh: a vignette of my parents Dr. Ernst Adler and Dr. Regina Kapeller-Adler", Wien Klin Wochenschr, 27 de febrero de 1998; 110(4–5): 174–80. PubMed.
- "Visa to Freedom 1939 thanks to a Pregnancy Test: A Sketch of the Lives of my Parents in Pre-War Vienna" Archivado el 7 de octubre de 2018 en Wayback Machine. por Liselotte Adler-Kastner en The Edinburgh Star, núm. 62, marzo de 2009, pp. 9–11.